# Chorizema cordatum
Chorizema cordatum är en ärtväxtart som beskrevs av John Lindley. Chorizema cordatum ingår i släktet Chorizema och familjen ärtväxter. Inga underarter finns listade i Catalogue of Life.

## Bildgalleri

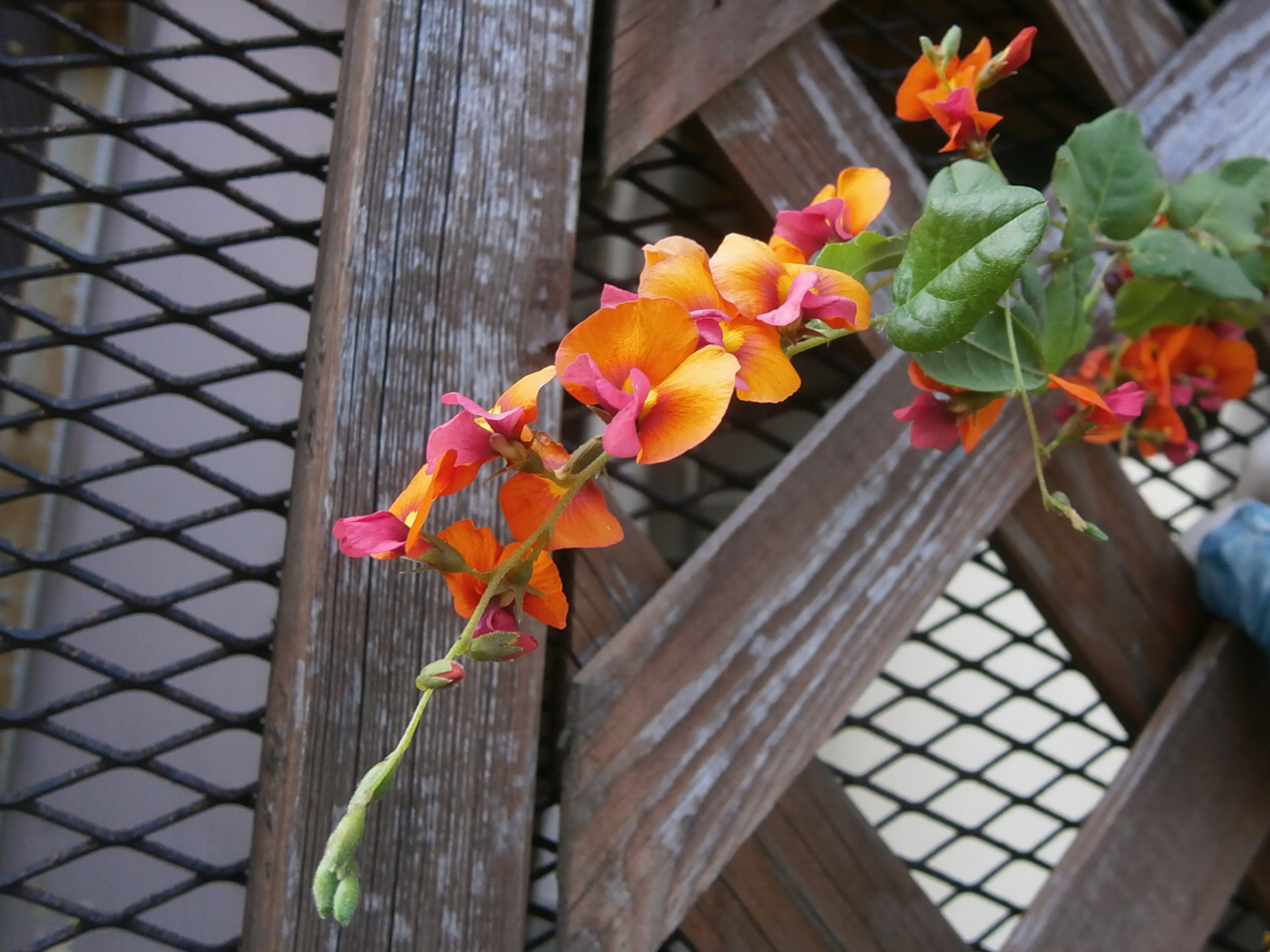
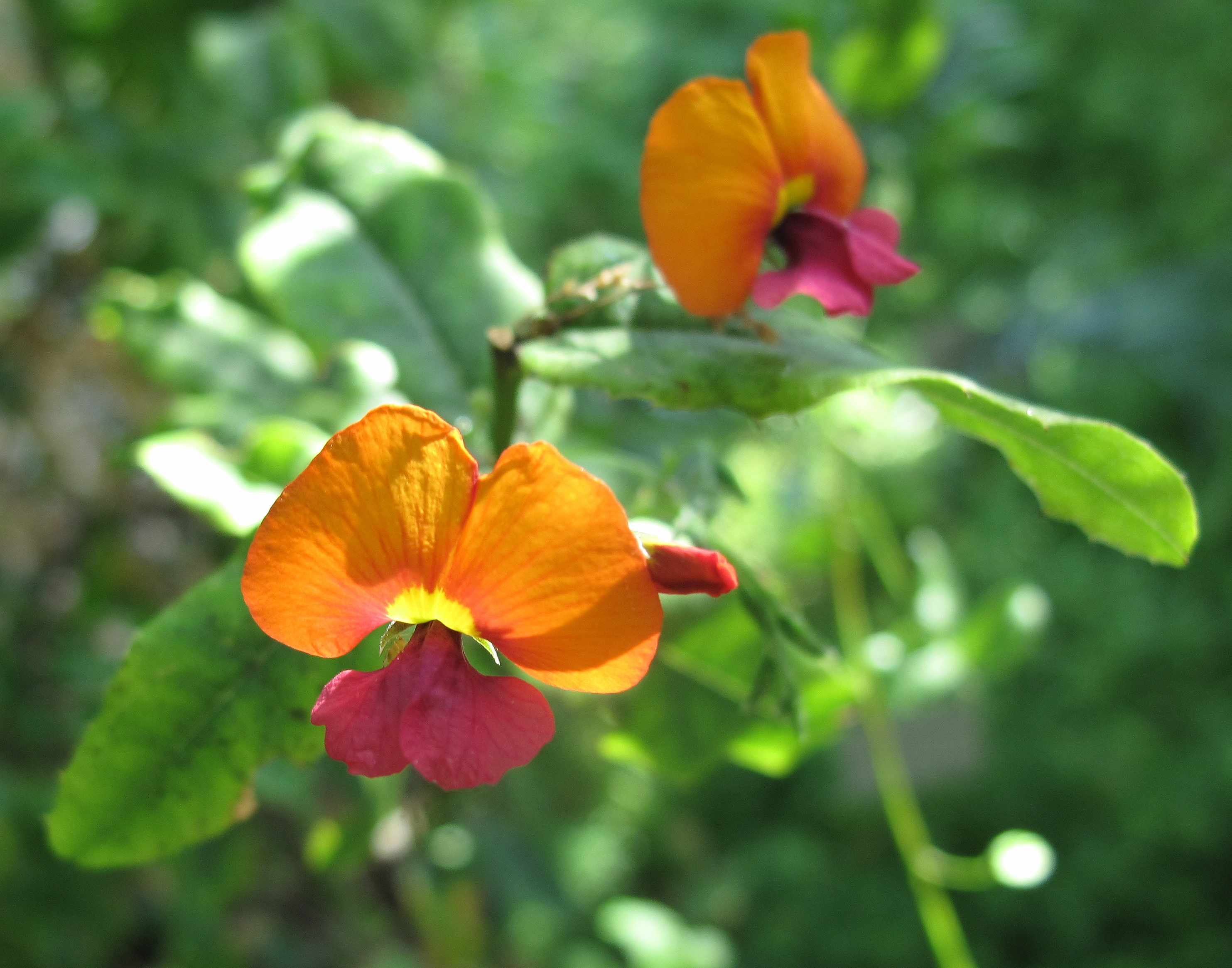
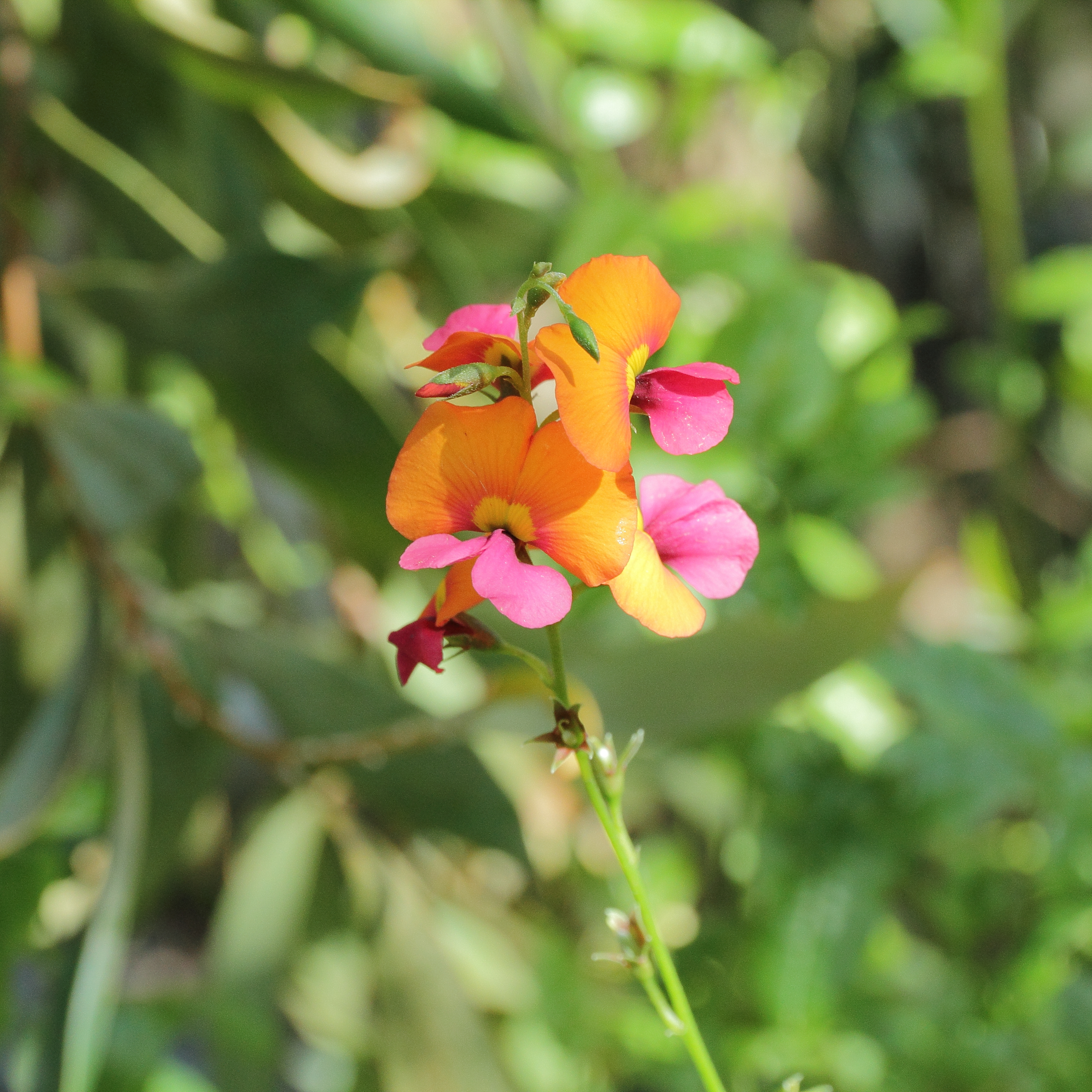
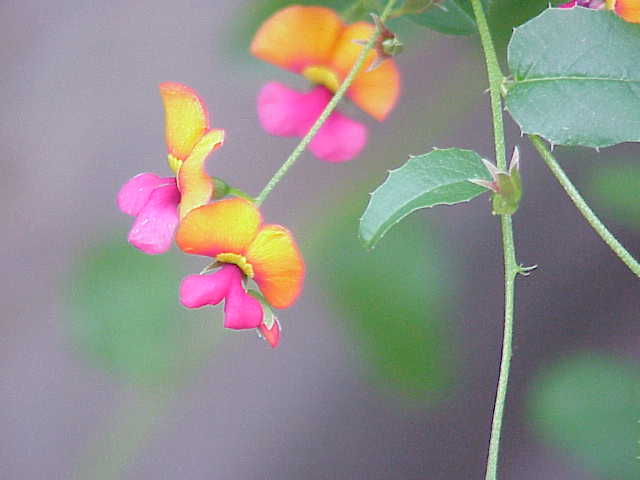
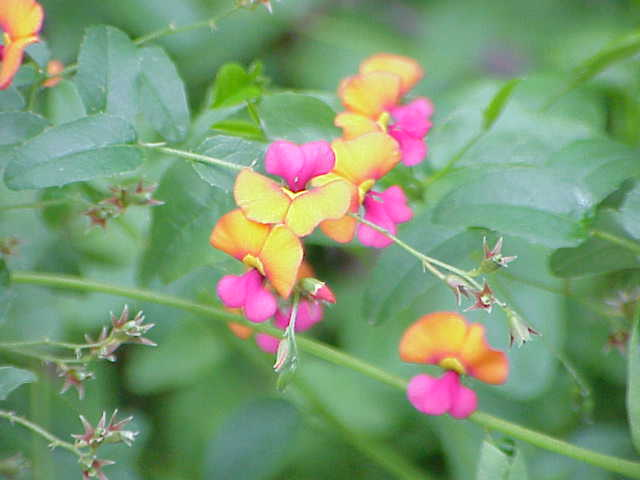